# Eulimella variabilis
Eulimella variabilis is een slakkensoort uit de familie van de Pyramidellidae. De wetenschappelijke naam van de soort is voor het eerst geldig gepubliceerd in 1870 door de Folin.